# Avia BH-27
De Avia BH-27 is een Tsjechoslowaakse hoogdekker ontworpen door Avia. De BH-27 is ontworpen door Pavel Beneš en Miroslav Hajn aan het eind van de jaren ‘20. Het was de bedoeling dat er drie passagiers mee genomen konden worden in een gesloten cabine. Het toestel zou worden aangedreven door een 82 kW (110 pk) Walter motor. De ontwikkeling werd echter gestaakt voordat er een prototype was gebouwd.

## Specificaties
- Bemanning: 1, de piloot
- Capaciteit: 3 passagiers
- Motor: 1× Walter stermotor, 82 kW (110) pk